# Rilke Eyckermans
Rilke Eyckermans (20 augustus 1985) is een Vlaamse actrice.

## Levensloop
Als kind speelde Eyckermans mee in het Kindervreugd Speeltheater, waar ook Benny Claessens en Joke De Bruyn speelden. Toen Frank Van Passel een jong meisje zocht voor een rol in Terug naar Oosterdonk kreeg ze als tienjarige haar eerste kans. Ze studeerde in 2010 af als master in het drama aan Drama Gent, bij het departement Hogeschool Gent Conservatorium  (voorheen KASK).
In 2009 speelde Eyckermans twee seizoenen in de BAFF-productie Levin Sketch met Jef Hoogmartens, Ina Geerts en Michael Pas in een regie van Galin Stoev. In Levin Sketch spelen zij een aantal absurde sketches naar Hebreeuwse teksten van de joodse Hanoch Levin. Later volgden onder meer Paard, een opera met het theatercollectief Tibaldus en andere hoeren en een andere BAFF-productie, Buikbaby.
Daarnaast speelt ze al sinds 1997 meerdere rollen en rolletjes in een aantal televisieseries waaronder Terug naar Oosterdonk, Rupel, Code 37, De zonen van Van As en Altijd Prijs. In 1998 had ze een rol in Rosie, de debuutlangspeelfilm van Patrice Toye, een film die geselecteerd werd als Belgische inzending voor de Academy Award voor beste niet-Engelstalige film.

## Privé
Rilke Eyckermans is een nicht van Veerle Eyckermans. Haar naam is een eerbetoon aan een lievelingsauteur van haar vader, Rainer Maria Rilke.

## Filmografie

### Televisieseries
- Terug naar Oosterdonk (1997) - als de jonge Elzake Mees
- Hof van Assisen (1998) - als Eline De Wit
- Rupel (2004) - als Bieke De Neve
- Zone Stad (2008) - als Veronique
- Sara (2008) - als studente Jana
- Code 37 (2009) - als Chloë
- Dag & Nacht: Hotel Eburon (2010) - als Ellen
- Zone Stad (2012) - als Marijke Wijnant
- Quiz Me Quick (2012) - als Tamara
- De zonen van Van As (2012-2021) - als Linde Van As
- En toen kwam ons ma binnen (2014) - verschillende rollen
- In Vlaamse velden (2014) - als Godelieve
- Altijd Prijs (2015) - als Evi Deckers
- Vermist VII (2016) - als Cynthia Bultinck
- Coppers (2016) - als Maaike Pittonville
- Tiny (2017) - als Julie (stem)
- Connie & Clyde (2018) - als Nikita
- Zie mij graag (2020) - als Mira
- Grensoverschrijdend (2021) - verschillende rollen
- Doe Zo Voort (2022) - als mama van Tom

### Films
- Rosie (1998) - als Regina
- 27 (2010) - als Greenpeace-meisje
- Taxistop (2014) - als Alexia
- Brabançonne (2014) - als Carla
- Girl (2018) - als juf Ilse
- De zonen van Van As - De cross (2022) - als Linde Van As